# Undercover Brother
Undercover Brother ist eine US-amerikanische Filmkomödie aus dem Jahr 2002. Die Hauptrolle übernahm Eddie Griffin.

## Handlung
Anton Jackson aus L.A., mit Afro, goldfarbenem Cadillac und Plateauschuhen ganz auf funky Seventies gestylt, ist in den siebziger Jahren hängen geblieben und geriert sich gern als Robin Hood. Er zieht in dieser Funktion die Aufmerksamkeit des schwarzen Civil-Rights-Geheimdienstes B.R.O.T.H.E.R.H.O.O.D. auf sich. Dieser will den schwarzen General Boutwell aus den Fängen des Bösewichts The Man befreien. Kurzerhand spannt man Jackson mit Top-Agentin Sistah Girl zusammen und setzt das anfangs nicht immer harmonische Duo auf den diabolischen Superverbrecher The Man und seinen Assistenten Mr. Feather an. Deren erklärte Mission besteht hingegen darin, die weiße Welt vor dem kulturellen Einfluss von Schwarzen zu bewahren, sie versuchen deshalb, den ersten schwarzen US-Präsidenten zu verhindern.
Nachdem Undercover Brother es geschafft hat, Daten zu stehlen, kommt die Geheimwaffe von The Man zum Einsatz: die attraktive Penelope Snow kommt ins Spiel und verdreht Undercover Brother den Kopf, bis sie sich als White She Devil zu erkennen gibt. Nach einer rasanten Verfolgungsjagd jedoch fällt sie ihrem Opfer um den Hals, da sie sich in den Brother verliebt hat. Sie kämpft von nun an auf der Seite der Schwarzen mit. Getarnt als Reinigungsfirma gelangen sie auf die Insel von The Man. Hier können sie den unter Drogen stehenden General Boutwell befreien. Jedoch aktivierte Conspiracy Brother den Selbstzerstörungs-Knopf, und die Insel muss schnell verlassen werden. Nachdem Brother seinen letzten Kampf erfolgreich absolvierte, gleitet er sicher an den Strand, während das komplette Bauwerk in die Luft fliegt.

## Rezeption
Auf dem amerikanischen Bewertungsportal Rotten Tomatoes sind derzeit 78 % von insgesamt 127 Rezensionen positiv, bei einer durchschnittlichen Wertung von 6,7/10. Auf Metacritic erhielt der Film eine Bewertung von 69 %, die sich aus insgesamt 30 Bewertungen zusammensetzt, was auf „grundsätzlich wohlwollende Bewertungen“ hinweist.
James Berardinelli schrieb auf ReelViews, Undercover Brother sei für Blaxploitation-Filme, was Austin Powers für das James-Bond-Genre darstelle. Der Film biete jede Menge Lacher und könne, da er „sich alle 20 Minuten neu erfinde“, das Interesse des Publikums aufrechterhalten. Berardinelli fand es erfreulich, dass Undercover Brother – im Gegensatz zu anderen zeitgenössischen Komödien – nicht auf Fäkalhumor baue. Er lobte besonders die Darstellungen von Eddie Griffin und Dave Chappelle.
Das Lexikon des internationalen Films schrieb: „Agentenparodie im Stil von „Austin Powers“, die den mit Schwarzen besetzten Blaxploitation-Filmen der 1970er-Jahre ironische Reverenz erweist. Ein überdrehter Filmspaß, bei dem nicht jeder Gag sitzt, der aber dennoch kurzweilig unterhält.“
Das Kinoportal kino.de urteilte: „Albern-amüsante Blaxploitationkomödie, die schwarze und weiße Rassenklischees genüsslich aufs Kalauerkorn nimmt.“

## Auszeichnungen
Der Film gewann den WAFCA Award der Washington DC Area Film Critics Association in der Kategorie Best Guilty Pleasure.
Des Weiteren erhielt er folgende Nominierungen: Black Reel Award für das beste Filmposter, die beste Filmmusik, den besten Song (Undercova Brother gesungen von Snoop Dogg, Bootsy Collins und Fred Wesley), beste Schauspielerin (Aunjanue Ellis), beste Regie und bestes Drehbuch.